# Stefano Durazzo (doge)
Stefano Durazzo (né en 1668 à Gênes et mort en 1744 dans la même ville) fut le 145e doge de la république de Gênes du 3 février 1734 au 3 février 1736 et roi de Corse pendant la même période.

## Biographie

### Premières années
Fils de Peter Durres (Doge de Gênes dans les années 1685 - 1687) et Violante Garbarino, est né à Gênes en 1668 ; l'acte du baptême, célébré dans l'église de Santa Sabina, est daté du 5 novembre de la même année.
Avec son frère Cesare, il a étudié au collège de nobles à Milan et, à l'adolescence, il étudie à l'académie militaire. Il entame une carrière militaire dès ses premières années au service de la république de Gênes, devenant pendant près de 43 années, magistrat de la guerre et, plus tard, le magistrat de la Miséricorde. Avec son frère Cesare, il gère des biens de la famille Durazzo liés à la production et le commerce de la soie. Il siège comme magistrat de la Soie de 1731 à 1734 .
Le 3 février 1734, il démissionne de son poste à la suite de son élection réussie comme doge par 380 voix sur 500. Selon les historiens son élection doit peut-être plus au prestige de la famille Durazzo plutôt qu'à ses qualités. La même chose vaut pour le couronnement officiel - le 8 mai 1734 à la cathédrale de San Lorenzo - qui a été presque été plus marquée par un rappel des exploits de son père Peter et ses ancêtres que par l'évocation des qualités du doge élu.

### Le doge et les dernières années
Comparé à d'autres membres de la noblesse, Stefano Durazzo a pris peu de part à la vie publique et avait très peu d'influence sur l'administration ordinaire. Comme ses prédécesseurs, il dû faire face à la rébellion Corse. Malgré une utilisation de la manière forte contre les insurgés insulaires, la politique du doge Durazzo était encore axée sur le dialogue en envoyant dans la colonie d'outre-mer deux sénateurs - Ugo Fieschi et Pietro Maria Giustiniani - qui ont proposé un pardon général aux rebelles un sauf-conduit pour Gênes pour exposer les motifs du soulèvement.
La mission a été un échec - les dirigeants insurgés en ont profité pour tergiverser avec les Génois en attendant l'aide promise de Livourne.
Le 3 février 1736, il termine son mandat de doge, mais a continué à servir en tant que magistrat de la guerre (1737 ; 1741 ; 1743) et inquisiteur d'Etat 1738, 1740 et 1742. Il est décédé à Gênes le 24 janvier 1744 a été enterré dans l'église de la Consolation .